# Palmeira dos Índios
Palmeira dos Índios là một đô thị thuộc bang Alagoas, Brasil. Đô thị này có diện tích 460,61 km², dân số năm 2007 là 69058 người, mật độ 149,93 người/km².